# 長紀曆
長紀曆是瑪雅曆的曆法中周期最長的曆法。出土文物中，最長的有延續至西元9000年左右。

## 與西曆的換算
一個曆法中必須至少要有某一個日期能夠準確對映於另一曆法中相對的同一天，才能在兩個不同的曆法之間做日期的換算。一般公認的公曆或儒略曆與瑪雅曆之間換算的表達方式，是從儒略週期（Julian Period）的開始算起至瑪雅的創世日期0.0.0.0.0（實際是13.0.0.0.0.0）4 Ajaw 8 Kumk'u之所經天數。
最廣為接受的換算是「Goodman, Martinez-Hernandez, Thompson」換算（俗稱為「GMT」），另有一種所謂的「原版GMT換算」事實上與一個稱為Lounsbury換算是同一種換算方式，會引起多數人的混淆。GMT換算是將瑪雅的創世日期定於儒略曆的西元前3114年9月6日或公曆的西元前3114年8月11日，或者是584283儒略日（Julian day number，簡寫為JDN，由儒略週期的起點開始計算之所經過的天數），這個轉換方式符合了天文學、民族誌學、碳定年、以及歷史的證據。然而在不同的時期還有許多其他換算方式被提出，下列的換算方式幾乎純粹是基於歷史考量，除了Floyd Lounsbury所提出的換算方式之外，其只比GMT換算多了兩天，現仍為少數的瑪雅學家所使用。
今天，西元2025年3月25日星期二，在長計曆中的表示法為：13.0.12.7.17
。
許多關於瑪雅的書以及大多數能做瑪雅曆互換的軟體皆使用前公曆（proleptic Gregorian）。在此系統中，儒略曆日期被校正為公曆日期，而不使用在公曆出現之前所使用的儒略曆。此為長紀曆4 Ajaw 8 Kumk'u被轉換為西元前3114年8月11日的原因。
使用以前公曆為基礎的軟體可能會導致下列問題：
1. 歷史研究：舉例來說，G.M.T.換算是以猶加敦的迪亞哥·德·蘭達（Diego de Landa）主教以及墨西哥的伯納狄諾·迪薩哈岡（Bernardino de Sahagun）主教之活動日期為依據，如果有人試著使用以前公曆為基礎的程式來取得正確的換算，此將不可行，因為德·蘭達與迪薩哈岡所使用的是儒略曆。
2. 天文研究：舉例來說，在研究古代石碑或刻本上的資料時，有人會將長計曆轉換成年、月、日。接著將這些日期輸入天文學程式中，但程式所使用的是標準的儒略曆／公曆，如此會造成重大的錯誤。

既然大多數研究人員會購買電腦軟體來做瑪雅曆的換算，顯然這並非無關緊要的問題，了解自己使用的程式為哪一套系統是必需的。

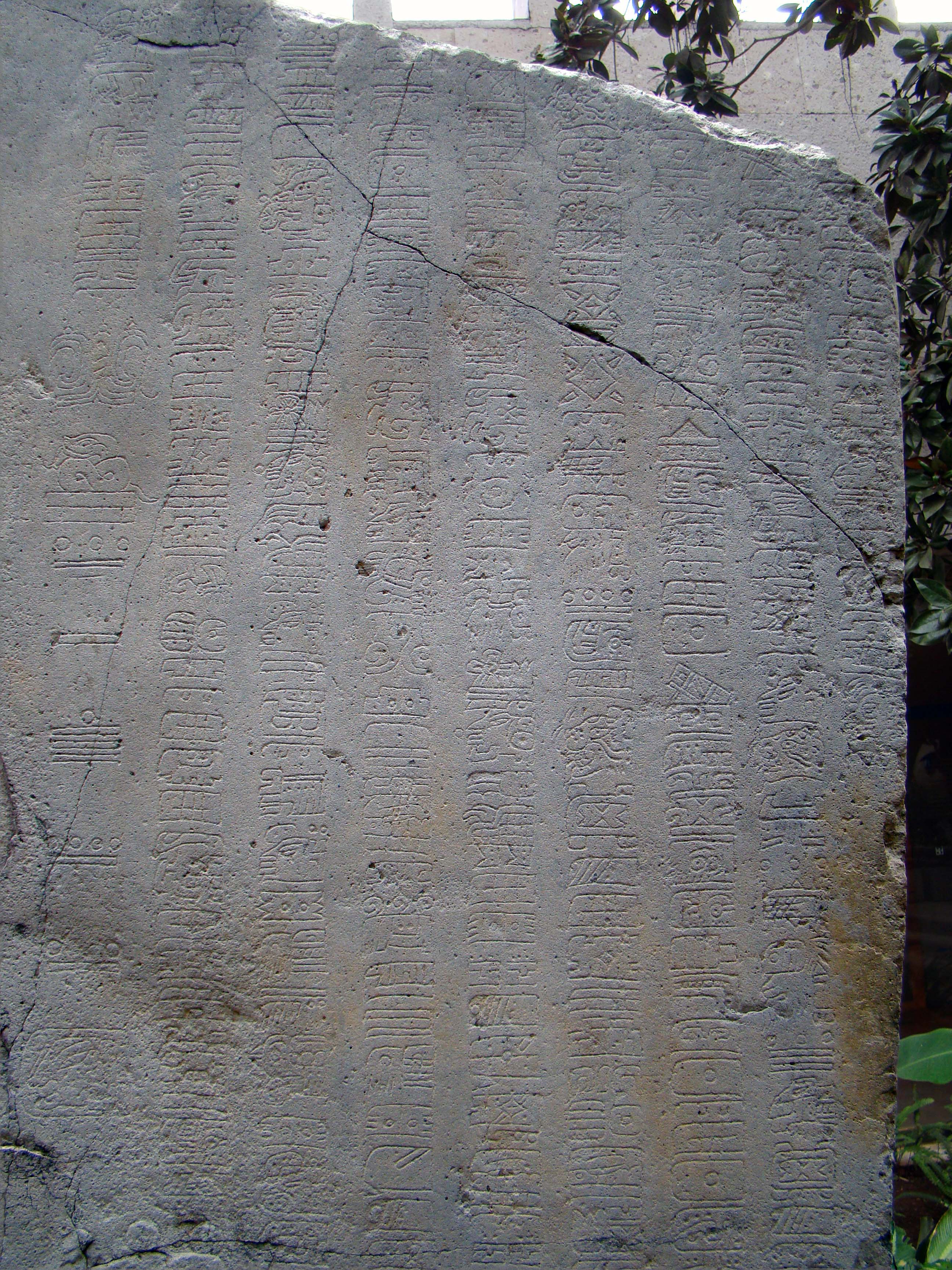
拉莫哈拉石碑1中的三列字符。其中最左邊的一列表示了長計曆日期中的8.5.16.9.9，或者是西元156年。而右邊兩列的字符是後奧爾梅克文字

## 瑪雅時間觀
隨著使用進位制的長計曆（一般認為是由其他中美洲文化衍生而來）之發展，瑪雅人有了能以線性關係紀錄不同事件的絕佳系統。理論上，這個系統可以很輕易地表示任何所需的時間長度，只需增加代表更高位的數字即可，而藉此產生無止境增加的天數乘積，使序列中每一天都能佔有一個獨特的長計曆數字。實際上，絕大多數的瑪雅長計曆碑文中只侷限以系統中的後五項係數表示（使用b'ak'tun單位來計算），用來表示歷史或現代日期早已綽綽有餘（週期大約相當5126個太陽年）。即便如此，目前殘存的若干碑文樣本揭示抑或暗示有更長的序列存在。此表示瑪雅人相當暸解線性（過去、現在、未來）的時間觀念。
然而，與其它中美洲社會相同，各種曆法週期的重複、可觀察的自然現象週期、以及他們神話傳統中一再重複死與新生的意象，皆對瑪雅人社會產生了重大且普遍的影響。這種重視時間「循環性本質」的觀點是非常特出的，且許多祭典是與許多不同週期的結束與重新開始有關。
當特定的曆法配置再度重複時，也會產生相關的「超自然」影響。特定的曆法配置對他們而言都有一個獨特的「角色」，會影響該配置日期中所發生的事件。因為發生在未來日期中的事件會被前一循環所對應的日期影響，所以可藉此預兆做出占卜。祭典以及重大事件的時間會選擇訂定在良辰吉日中，而避免訂在凶日。
重大的曆法週期之結束，常會標記在特定的紀念碑（大多數是石碑）上作為紀念，並附有貢奉的祭典。
在瑪雅創世神話中也提到了循環性的觀點，指出除了人類現今所居住的世界之前還存在著其他的世界（視不同的傳統而定，有一至五個），由神明塑造成不同的形式，但一個接著一個毀滅了。現今的世界也是個脆弱的存在，需要靠祈禱及定期提供牲禮來維持萬物的平衡。而在其他的中美洲社會中也發現了類似觀點。

## 西元2012年
根據探索頻道在2012年3月9日晚上11點首播的節目-2012馬雅末日預言支持者表示：長紀曆週期大約5126年，開始於西元前3114年8月11日；中止於2012年12月21日星期五。根據他們的信仰並不表示是世界末日，反而是重生的時刻。
《波波爾·烏》一書彙整了殖民地時期高地中的基切瑪雅人(Quiché Maya)所流傳中部美洲創世神話其中的細節，我們現在早處於第五太陽紀。

## 注記
1. ↑  .   [2012-09-07]. （原始内容存档于2018-09-26）.
2. ↑  Coe 1992, Miller and Taube 1993
3. ↑  Miller and Taube, 1993:68-71

## 參看
- 瑪雅曆
- 馬雅文明
- 2012年瑪雅預言
- 波波爾·烏